# كيث بيري (ملحن)
كيث بيري (بالإنجليزية: Keith Berry)‏ هو ملحن بريطاني، ولد في 1973.

## وصلات خارجية
- الموقع الرسمي